# 羽賀翔一
羽賀 翔一（はが しょういち、1986年 - ）は、日本の漫画家。クリエーターエージェンシー「コルク」所属。

## 概要
茨城県立土浦第二高等学校、学習院大学文学部卒業。大学在学中に国語の教師を目指したが、2010年に『モーニング』第27回MANGA OPENにて奨励賞を受賞した。その後、担当者の勧めで小山宙哉と小山の師匠であるこしのりょうのアシスタントとなった。

## 略歴
- 2010年
  - 第57回ちばてつや賞・一般部門にて佳作を受賞。
  - 『インチキくん』で第27回MANGA OPENにて奨励賞を受賞[3]。
- 2011年
  - デビュー作『ケシゴムライフ』を『モーニング』にて短期連載。
  - 『宇宙兄弟』公式ムック本『We are 宇宙兄弟』にて短編を連載。
- 2013年
  - 株式会社カヤックの社内エピソード、『ならべカヤック』『追いぬきルーキー』を制作。
  - 株式会社コルクの日常を描いたエッセイ漫画『今日のコルク』連載開始。
- 2014年
  - 株式会社カヤックの社内エピソード、『コットンマイウェイ』『夢みる場所へ』を制作。
  - デビュー作を含む短編集をKindle連載にて販売開始。
  - 羽賀翔一初となる単行本『ケシゴムライフ』が徳間書店より販売開始。
  - 土木業界がテーマの『ダムの日』が「PRESIDENT NEXT」（プレジデント社）にて連載開始。
- 2015年
  - 株式会社カヤックの社内エピソード、『気分は上へまいります』を制作。
- 2016年
  - ロックバンド7!!のコンセプトアルバム『アニップス』のジャケットイラストを制作[4]。
- 2017年
  - 吉野源三郎の同名小説を原作とした『漫画 君たちはどう生きるか』が『マガジンハウス』より出版。

## 作品
- ケシゴムライフ／羽賀翔一短編集
- ダムの日
- 今日のコルク〜新人マンガ家のスケッチブック〜
- 漫画・君たちはどう生きるか（原作：吉野源三郎）
- 昼間のパパは光ってる
- 友だちってなんだろう？（装丁画、著:齋藤孝）

## 広告
- サントリー 「BOSS×スパリゾートハワイアンズ コラボ『ある男の生き方』篇」（2019年1月15日 ‐ ） ‐ 福島県での放映限定のアニメーションを主体としたテレビCMでキャラクターデザインとポスターイラストを担当[5]